# 46e cérémonie des British Academy Film Awards
Pour la cérémonie des BAFTAs récompensant la télévision, voir la 40e cérémonie des British Academy Television Awards.
La 46e cérémonie des British Academy Film Awards, organisée par la British Academy of Film and Television Arts, s'est déroulée en 1993 et a récompensé les films sortis en 1992.

## Palmarès

### Meilleur film
- Retour à Howards End (Howards End)
  - The Crying Game
  - Impitoyable (Unforgiven)
  - The Player
  - Ballroom Dancing

### Meilleur film britannique
Alexander Korda Award.
- The Crying Game - Stephen Woolley et Neil Jordan

### Meilleur réalisateur
David Lean Award.
- Robert Altman pour The Player
  - Clint Eastwood pour Impitoyable (Unforgiven)
  - Neil Jordan pour The Crying Game
  - James Ivory pour Retour à Howards End (Howards End)

### Meilleur acteur
- Robert Downey Jr pour le rôle de Charlie Chaplin dans Chaplin
  - Daniel Day-Lewis pour le rôle de Nathanael Poe dans Le Dernier des Mohicans (The Last of the Mohicans)
  - Stephen Rea pour le rôle de Fergus dans The Crying Game
  - Tim Robbins pour le rôle de Griffin Mill dans The Player

### Meilleure actrice
- Emma Thompson pour le rôle de Margaret Schlegel dans Retour à Howards End (Howards End)
  - Jessica Tandy pour le rôle de Ninny Threadgoode dans Beignets de tomates vertes (Fried Green Tomatoes) 
  - Judy Davis pour le rôle de Sally dans Maris et Femmes (Husbands and Wives)
  - Tara Morice pour le rôle de Fran dans Ballroom Dancing

### Meilleur acteur dans un second rôle
- Gene Hackman pour le rôle de Little Bill Daggett dans Impitoyable (Unforgiven)
  - Samuel West pour le rôle de Leonard Bast dans Retour à Howards End (Howards End)
  - Jaye Davidson pour le rôle de Dil dans The Crying Game
  - Tommy Lee Jones pour le rôle de Clay Shaw dans JFK

### Meilleure actrice dans un second rôle
- Miranda Richardson pour le rôle d'Ingrid Fleming dans Fatale (Damage)
  - Miranda Richardson pour le rôle de Jude dans The Crying Game
  - Kathy Bates pour le rôle d'Evelyn Couch dans Beignets de tomates vertes (Fried Green Tomatoes)
  - Helena Bonham Carter pour le rôle d'Helen Schlegel dans Retour à Howards End (Howards End)

### Meilleur scénario original
- Maris et Femmes (Husbands and Wives) – Woody Allen
  - Hear My Song – Peter Chelsom et Adrian Dunbar
  - Impitoyable (Unforgiven) – David Webb Peoples
  - The Crying Game – Neil Jordan

### Meilleur scénario adapté
- The Player – Michael Tolkin
  - JFK – Oliver Stone et Zachary Sklar (de)
  - Retour à Howards End (Howards End) – Ruth Prawer Jhabvala
  - Ballroom Dancing – Baz Luhrmann et Craig Pearce

### Meilleure direction artistique
- Ballroom Dancing – Catherine Martin
  - Chaplin – Stuart Craig
  - Le Dernier des Mohicans (The Last of the Mohicans) – Wolf Kroeger
  - Retour à Howards End (Howards End) – Luciana Arrighi

### Meilleurs costumes
- Ballroom Dancing
  - Chaplin
  - Le Dernier des Mohicans (The Last of the Mohicans)
  - Retour à Howards End (Howards End)

### Meilleurs maquillages et coiffures
- Le Dernier des Mohicans (The Last of the Mohicans)
  - Retour à Howards End (Howards End)
  - Chaplin
  - Batman : Le Défi (Batman Returns)

### Meilleure photographie
- Le Dernier des Mohicans (The Last of the Mohicans) – Dante Spinotti
  - Ballroom Dancing – Jack N. Green
  - Les Nerfs à vif (Cape fear)  – Freddie Francis
  - Retour à Howards End (Howards End) – Tony Pierce-Roberts

### Meilleur montage
- JFK – Joe Hutshing et Pietro Scalia
  - Ballroom Dancing – Jill Bilcock
  - The Player – Geraldine Peroni
  - Retour à Howards End (Howards End) – Andrew Marcus
  - Les Nerfs à vif (Cape fear) – Thelma Schoonmaker

### Meilleurs effets visuels / Meilleurs effets spéciaux
- La mort vous va si bien (Death becomes her)
  - Alien 3 – Richard Edlund, George Gibbs, Alec Gillis et Tom Woodruff Jr.
  - Batman : Le Défi (Batman Returns)
  - La Belle et la Bête (Beauty and the Beast)

### Meilleur son
- JFK
  - Ballroom Dancing
  - Le Dernier des Mohicans (The Last of the Mohicans)
  - Impitoyable (Unforgiven)

### Meilleure musique de film
- Ballroom Dancing – David Hirschfelder
  - Le Dernier des Mohicans (The Last of the Mohicans) – Trevor Jones et Randy Edelman
  - Hear My Song – John Altman
  - La Belle et la Bête (Beauty and the Beast) – Alan Menken et Howard Ashman

### Meilleur film en langue étrangère
- Épouses et Concubines (大红灯笼高高挂) •  Chine/ Hong Kong/ Taïwan
  - Delicatessen •  France
  - Les Amants du Pont-Neuf (The Lovers on the Bridge) •  France
  - Europa Europa (Hitlerjunge Salomon) •  Allemagne/ France/ Pologne

### Meilleur court-métrage
- Omnibus -  Anne Bennett et Sam Karmann
  - Deux ramoneurs chez une cantatrice - Michel Caulea
  - A Sense of History - Simon Channing-Williams et Mike Leigh
  - Heartsongs - Caroline Hewitt et Sue Clayton

### Meilleure contribution au cinéma britannique
Michael Balcon Award.
- Kenneth Branagh

### Fellowship Award
Prix d'honneur de la BAFTA, récompense la réussite dans les différentes formes du cinéma.
- Sydney Samuelson
- Colin Young

## Récompenses et nominations multiples

### Nominations multiples
Films
 11  : Retour à Howards End
 9  : Ballroom Dancing
 7  : The Crying Game, Le Dernier des Mohicans
 5  : Impitoyable, The Player
 4  : JFK, Chaplin
 2  : Maris et Femmes, La Belle et la Bête, Batman : Le Défi, Les Nerfs à vif, Hear My Song, Beignets de tomates vertes
Personnalités
 2  : Miranda Richardson, Neil Jordan

### Récompenses multiples
Légende : Nombre de récompenses/Nombre de nominations
Films
 2 / 4  : JFK
 2 / 5  : The Player
 2 / 7  : Le Dernier des Mohicans

### Les grands perdants
2 / 11  : Retour à Howards End
 2 / 9  : Ballroom Dancing